# 2391 Tomita
2391 Tomita è un asteroide della fascia principale. Scoperto nel 1957, presenta un'orbita caratterizzata da un semiasse maggiore pari a 2,4404707 UA e da un'eccentricità di 0,1342215, inclinata di 3,00500° rispetto all'eclittica.